# یونکرس یومو ۲۲۲
یونکرس یومو ۲۲۲ (به انگلیسی: Junkers Jumo 222) یک هواگرد ساختِ کارخانهٔ یونکرس در کشور آلمان است .